# 克律塞伊斯
克律塞伊斯。古希腊神话人物之一。其事迹见于《伊里亚特》。为特洛伊阿波罗祭司克律塞斯之女，为阿伽门农所俘。后者沉迷于其美貌而拒绝其父赎回，遂遭太阳神降瘟疫于希腊联军，使之迫于压力而派奥德修斯将其送回。一说她与阿伽门农结合，生下一子。其形象于相关艺术作品中得到广泛反映。